# Cítola
Una cítola  (també escrit Sytole, Cytiole, Gytolle, etc.; probablement diminutiu en occità de cithare, i no del llatí cista, caixa), és un antic instrument musical, la forma exacta del qual és dubtosa. En general es mostra com un instrument de quatre cordes, amb un cos amb una forma que generalment es coneix com a "fulla de grèvol".

## Història
Existeix un instrument supervivent, que data del voltant del 1300 i procedeix del Castell de Warwick, actualment es troba en el Museu Britànic. Aquesta  Cítola  va ser convertida en violí probablement cap al segle xvi, fet pel que no dona una imatge precisa de com era l'instrument original. 
La cítola s'esmenta amb freqüència en poemes que van del segle xiii al segle xv, i es troba citada a la Bíblia Wycliffe (1360). A 2 Samuel vi. 5, s'hi pot llegir: "Harpis and sitols and tympane". A la versió autoritzada de la Bíblia hi diu "psaltiries", i a la Vulgata, "Lyrae". Això va fer suposar durant un temps que es tractava ("sitol") d'un altre nom per al salteri, un instrument amb forma de caixa que apareix sovint en els missals il·luminats de l'edat mitjana.